# Vivier maritime de la Gaillarde
Le vivier maritime de la Gaillarde est un ancien vivier maritime supposé gallo-romain situé dans une anse de Roquebrune-sur-Argens, dans le département du Var. Il est l'une des traces de l'occupation romaine en Provence, et de la vie économique varoise dans l'Antiquité. Le vivier est classé monument historique depuis 1939.

## Accès
Le vivier maritime est situé dans le sud-est du département du Var, sur la commune de Roquebrune-sur-Argens, dans le quartier maritime des Issambres, au niveau de l'anse de la Gaillarde. 
Il est accessible par la route départementale RD559 (ancienne RN98), qui relie Fréjus au Lavandou, via, Sainte-Maxime, et La Croix-Valmer.

## Le site

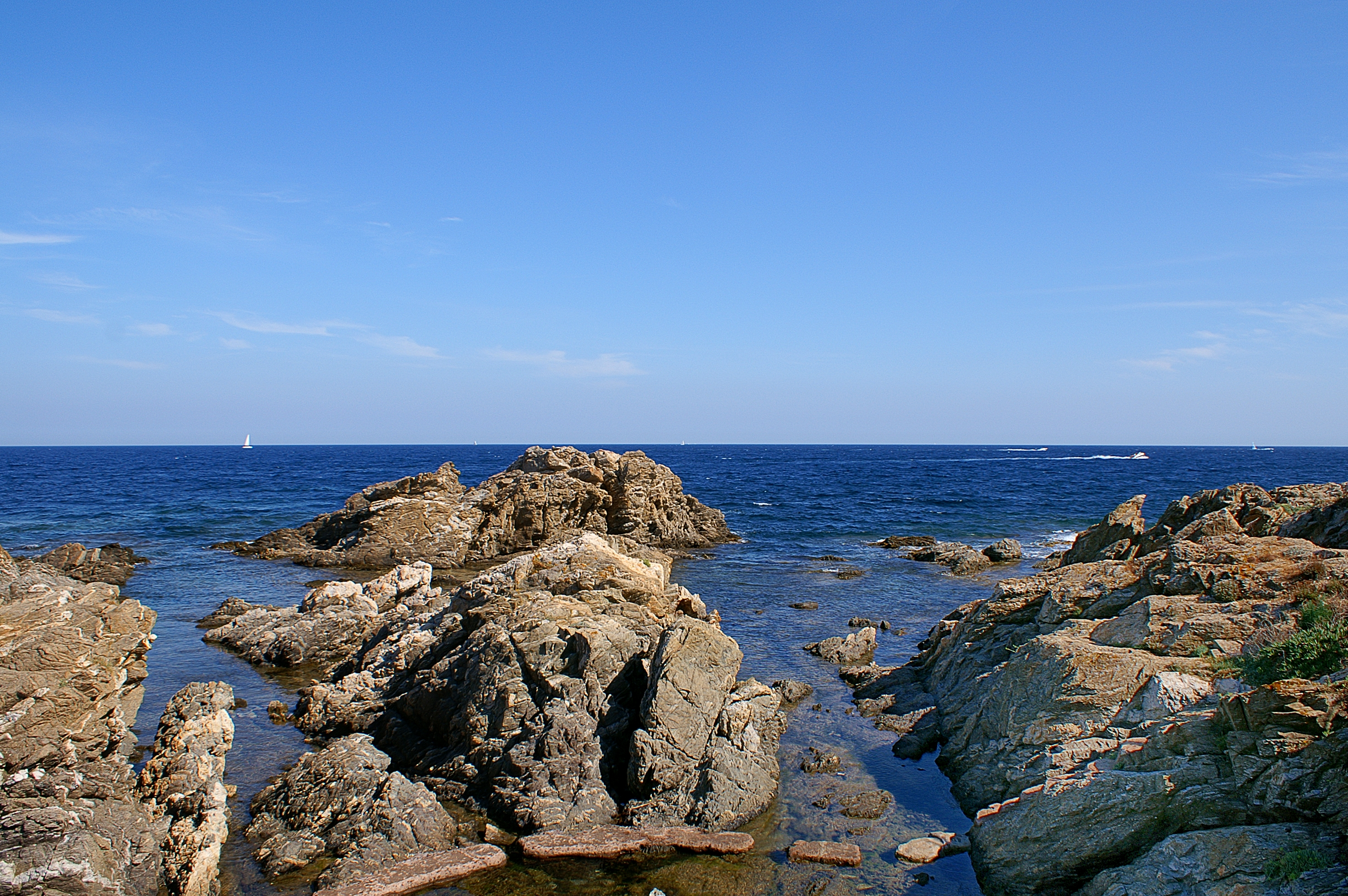
Rochers du sentier des douaniers - Les Issambres

C'est une anse naturelle d'une longueur de 20 mètres  sur une largeur variable de 5 à 12 mètres, orientée nord-sud entre le rivage et cinq rochers. Des murets séparaient ce vivier en trois bassins de largeurs et profondeurs inégales. 
La circulation de l'eau de mer était probablement régulée par des vannes. La technique de pêche était celle des pièges-réservoirs.

## Histoire
Les restes du vivier maritime sont classés monument historique par arrêté du 23 mai 1939. 
Ce vivier n'était pas un vivier d'agrément (aquarium de villa), ni un vivier de stockage de poissons frais pour la consommation des propriétaires; c'était un vivier "artisanal" de stockage de poissons frais pour la confection de garum (sorte de sauce de poisson séché se rapprochant du nuoc-mâm asiatique) ; d'ailleurs existe dans la propriété mitoyenne, une citerne de stockage de cette sauce ; ce vivier devait sentir très mauvais, d'où son éloignement de toute villa romaine (la plus proche se situe dans le vallon de la Gaillarde, à 500 m environ.